# 알브레히트 하우스호퍼
알브레히트 게오르크 하우스호퍼(독일어: Albrecht Georg Haushofer: 1903년 1월 7일~1945년 4월 23일)는 독일의 지리학자, 외교관이며, 비더슈탄트 운동가였다.
뮌헨에서 퇴역 장군 카를 하우스호퍼(1869년생-1945년몰)와 마르타 마이어도스(1877년생-1946년몰)의 아들로 태어났다. 뮌헨 대학교에서 지리학과 역사학을 공부했고, 1924년 에리히 폰 드리갈스키의 지도를 받아 논문을 썼다. 이후 알브레히트 펭크의 조교가 되었다.
함께 지리학을 연구한 또래 학생 중에 루돌프 헤스가 있었다. 나치당의 극초기부터 당원이었던 헤스는 카를 하우스호퍼와 친해졌고, 카를 하우스호퍼는 히틀러가 맥주홀 폭동 이후 수감된 란츠베르크 교도소를 드나들며 나치당과 안면을 텄다. 
1935년 뉘른베르크법이 통과되자 어머니 마르타가 유대인 혼혈이었던 알브레히트 하우스호퍼는 처음에 잡종(Mischling)으로 분류되었으나, 1933년 지도자대리가 되었던 헤스가 독일혈통증명서를 발급해 주었다.
알브레히트 하우스호퍼는 1928년에서 1938년까지 베를린 지리학회 간사장 겸 학회지 주필을 맡았다. 본업이 지리학이다보니 세계 곳곳을 돌아다니며 강연하고 경험을 얻을 수 있었다.
1933년, 나치가 집권하고 사람들이 많이 잘려서 교수 자리가 텅텅 빈 독일정치한림원에서 지정학을 가르치기 시작했다. 1940년, 한림원이 베를린 대학교와 통합되자 외교학부 교수가 되었다. 1934년부터는 나치당내 리벤트로프 사무국에서 요아힘 폰 리벤트로프에게 자문을 해주었다. 1938년 리벤트로프가 외무장관이 되면서 당조직으로서 사무국은 해산되자 그만두었다. 이후 하우스호퍼는 1941년까지 독일 외무청 선전부에서 일했다.
하우스호퍼는 1930년대 중반부터 비더슈탄트 집단에 접근하기 시작했다. 제2차 세계대전이 발발한 이후, 하우스호퍼는 요하네스 포피츠를 중심으로 하는 검은 관현악단 그룹에 가담했다. 또한 크라이자우 서클의 헬무트 제임스 폰 몰트케 백작, 페터 요르크 폰 바르텐부르크 백작과도 만났고, 붉은 관현악단 쪽과도 접촉했다. 
1941년, 헤스가 평화협상을 하겠다며 스코틀랜드로 혈혈단신 날아갔다가 체포당한 사건이 터졌다. 헤스에게 그 짓을 하라고 부추긴 것이 하우스호퍼였다는 의혹이 있어 하우스호퍼는 몇주간 감옥살이를 하다 석방된 후에도 게슈타포의 사찰을 받게 되었다. 나치당 고위간부들은 유대인 쿼터였던 하우스호퍼를 원래부터 아니꼽게 보았다.
1944년, 실패로 돌아간 7·20 음모 이후 하우스호퍼는 은신했으나 12월 7일 바이에른의 한 농장에서 체포되었다. 모아비트 교도소에 수감된 하우스호퍼는 옥중에서 「모아비트 소네트」라는 연작시를 썼다. 붉은 군대가 이미 베를린에 진입하고 있던 1945년 4월 22일에서 23일로 넘어가는 밤, 하우스호퍼는 감방 동기 클라우스 본회퍼, 뤼디거 슐라이허와 함께 끌어내어져 인발리덴가 근교에서 SS대원들에게 총살당했다. 시체는 5월 12일에 발견되었다.